# Gómez Muñoz

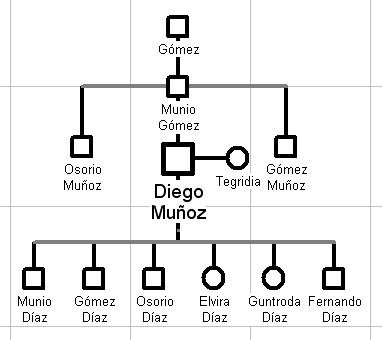
Entorno familiar de Gómez Muñoz.

Gómez Muñoz (? - ?) noble del reino leonés, fue conde de Saldaña tras suceder a su hermano Diego Muñoz.
Gómez era miembro del linaje Banu Gómez, cuyos orígenes estaban en la Montaña Palentina. Era hijo primogénito de Munio Gómez, sus hermanos eran el conde Diego Muñoz de Saldaña y Osorio Muñoz, quien era estrecho colaborador del rey Ramiro II de León.
Dada su pertenencia a la familia Banu Gómez, Gómez Muñoz estaría presente con toda seguridad en dos sucesos conocidos por el cronista hispanomusulmán Ibn Hayyan. El primero de estos sucesos es una rebelión del año 932 encabezada por los Banu Gómez y Banu Ansúrez contra Ramiro II: "por la rebelión de los condes Banu Gómez y Ansúrez contra su rey, el tirano Ramiro". La segunda del año 934, donde los Banu Gómez acompañan a su rey Ramiro para auxiliar a Fernán González, que estaba sitiado por los musulmanes en Osma: "a lo que accedió Ramiro con gran despliegue de infieles, uniéndosele los Banu Gómez y otros cristianos notables".
Su primera aparición documental es del año 946, donde aparece confirmando un diploma del Monasterio de Vega junto a su hermano Diego Muñoz y otros nobles del reino como Fernán González y Ansur Fernández.

## Gómez Muñoz conde de Saldaña

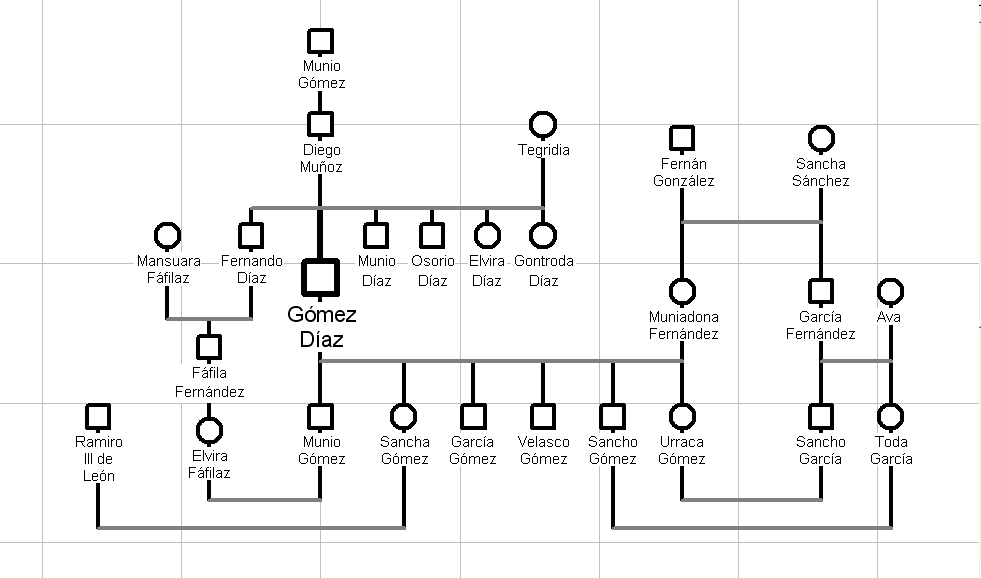
Orígenes familiares de Gómez Díaz y uniones matrimoniales de sus descendientes.

A pesar de ser el hijo primogénito de Munio Gómez fue su hermano Diego Muñoz el cabecilla de la familia, nombrado conde de Saldaña, su hermano Diego fue uno de los nobles más importantes del reino leonés. 
Diego Muñoz debió fallecer en torno al año 951, pues ese mismo año fue su última aparición en la documentación, y en el año 952, aparece Munio Díaz presumiblemente hijo de Diego Muñoz, confirmando una donación del rey Ordoño III de León.
Después de la muerte de Diego Muñoz existe un vacío documental hasta el año 959 en el que no aparece ningún miembro de la familia en la documentación, con la excepción de la aparición en 952 de Munio Díaz, que para el medievalista Gonzalo Martínez Díez no sería el hijo de Diego Muñoz, aduciendo este medievalista que Munio Díaz desaparece de la documentación después de la fundación del monasterio de San Román en el año 940, lo que sería indicio de su muerte en edad juvenil. 
En los años 959 y 960 se conservan en el fondo de Sahagún cinco documentos donde aparece Gómez Muñoz con el título condal confirmando en lugar privilegiado. De esos cinco documentos tres arrojan serias dudas sobre su autenticidad, dos del año 959 y uno del 960, quedando dos diplomas del año 960 fiables, los dos son sendas donaciones del rey Sancho I de León al monasterio de Sahagún. En los cinco documentos de donación, Gómez Muñoz confirma con el título condal solo precedido por los condes García Díaz y Fernando Ansúrez de Monzón: "Garseza Didaci; Fredinando Ansuriz comes; Gomez Monnioni comes", si bien García confirma detrás de Gómez en los tres documentos de dudosa autenticidad. Hay que añadir también que su sobrino Gómez Díaz aparece en los dos documentos fiables del año 960 entre los últimos confirmantes de la misma columna sin la dignidad condal. 
El hecho de que Gómez Muñoz aparezca en la documentación en ese período con el título condal, entre los principales nobles del reino y que su sobrino Gómez Díaz, que en esos momentos era el hijo de mayor edad de Diego Muñoz, no sea conde, evidencia que Gómez Muñoz sucedió a su hermano Diego. 
Se desconoce si tuvo mujer o hijos. A su muerte en fecha desconocida, le sucedió su sobrino Gómez Díaz.
| Predecesor: Diego Muñoz | Conde de Saldaña | Sucesor: Gómez Díaz |